# Megahexura fulva
Megahexura fulva är en spindelart som först beskrevs av Chamberlin 1919.  Megahexura fulva ingår i släktet Megahexura och familjen Mecicobothriidae. Inga underarter finns listade i Catalogue of Life.